# José María Benito del Valle
José María Benito del Valle Larrinaga (Bilbao, 16 de gener de 1927 - Algorta, 15 de maig de 2011) fou un economista i empresari basc, que participà en la fundació d'Ekin i d'ETA.

## Biografia
Quan era estudiant d'econòmiques el 1952 va participar en la fundació d'Ekin, aleshores un grup de reflexió dins de les joventuts del Partit Nacionalista Basc (Eusko Gaztedi, EGI), juntament amb Julen Madariaga Agirre, Jose Luis Alvarez Enparantza Txillardegi, Manu Agirre, Iñaki Gaintzarain, Alfonso Irigoyen, Rafa Albizu i Iñaki Larramendi. La principal tasca d'aquest grup era «estudiar els moviments intel·lectuals europeus d'avantguarda i la història basca i organitzar cursos i conferències d'història, la llengua i les tradicions d'Euskal Herria. Uns anys més tard es van unir amb EGI. Tanmateix, les relacions amb el PNB van ser difícils, malgrat les converses que van mantenir amb Luis María Retolaza i Mikel Isasi.
El setembre de 1956 Benito del Valle i Julen Madariaga participaren en el Congrés Mundial Basc de París on presentaren una ponència signada per Ekin que consistia en un informe sobre la situació de la joventut basca a l'interior. Això i les desconfiances amb l'organització del PNB anomenada «Servicios» (que col·laborava amb la CIA) enterboliren les relacions entre ambdós grups i finalment el 1958 Juan de Ajuriaguerra va decidir expulsar del PNB i EGI Benito del Valle pel seu «esperit de rebel·lia i indisciplina», i després tots els altres membres d'Ekin. Els expulsats fundarien ETA pel nadal de 1958. També col·laborà en la fundació de la revista Branka, en la qual va publicar articles d'economia.
Benito del Valle va ser detingut el 1960 i empresonat durant un temps, i es va exiliar a França. Instal·lat a Iparralde, el 1964 el Ministre de l'Interior francès li va prohibir, juntament amb Julen Madariaga, José Luis Alvarez Enparantza i Eneko Irigaray, de residir en els departaments fronterers. Aleshores va marxar un temps a Veneçuela.
Després de la celebració de la V Assemblea d'ETA el 1967, Benito del Valle, Txillardegi i Xabier Imaz van enviar una carta al Comitè Executiu de la banda donant-se de baixa en l'organització i denunciant que s'havia imposat en el grup el marxisme-leninisme.
José María Benito del Valle va tornar al País Basc gràcies al primer decret d'amnistia aprovat pel govern espanyol el 28 de juny de 1976. El 1982 es va establir a Algorta, on es va dedicar a l'activitat empresarial fins a la seva mort.